# Гранулы интерхроматина
Гранулы интерхроматина — это кластеры в ядрах млекопитающих, обогащённые факторами сплайсинга пре-мРНК. Они расположены в области эухроматина (интерхроматина) клеток млекопитающих. Обычно они выглядят как структуры неопределённой формы, варьирующие по размеру и количеству. Основной способ наблюдения этих структур — иммунофлуоресцентная микроскопия.
Интерхроматиновые гранулы подвергаются постоянным изменениям: происходит постоянный обмен их компонентов с нуклеоплазмой, сайтами активной транскрипции и другими структурами клеточного ядра.
Кластеры инетрхроматиновых гранул  составляют от одного до нескольких микрометров в диаметре. Каждый кластер состоят из приблизительно 20-25 нанометровых гранул, которые соединённых тонкими фибрами в некое подобие бус.
Полагают, что такие кластеры служат местом накопления зрелых малых ядерных рибонуклеопротеинов мяРНП и других компонентов процессинга РНК, которые готовы для использования в созревании мРНК.